# توت پایابی
توت پایابی  (نام علمی: Phyla nodiflora) نام یک گونه از سرده توت پایابی است.